# 58365 Robmedrano
58365 Robmedrano è un asteroide della fascia principale. Scoperto nel 1995, presenta un'orbita caratterizzata da un semiasse maggiore pari a 2,5842099 UA e da un'eccentricità di 0,1145618, inclinata di 6,96296° rispetto all'eclittica.